# Tadashi Yamashina
Tadashi „George” Yamashina – japoński starszy dyrektor zarządzający Toyoty.

## Życiorys
Tadashi Yamashina pracował jako starszy dyrektor zarządzania, członek zarządu i dyrektor ds. administracji grupy technicznej. W 1977 roku rozpoczął pracę w Toyota Motor Corporation. W 1998 roku pracował na stanowisku głównego menedżera Wydziału 2 Ewolucji Pojazdu i Inżynierii, pracował także w Centrum Rozwoju Pojazdu 2. W 2001 roku przybył do Stanów Zjednoczonych, aby objąć stanowisko szefa Centrum Technicznego Toyoty. W 2003 roku awansował na stanowisko generalnego zarządcy. W 2006 roku powrócił do Toyota Motor Coproration, gdzie obsługiwał technologię R&D oraz był aktywny w biznesie związanym ze sportem motorowym. 1 grudnia 2006 roku awansował na stanowisko wiceszefa Toyota Motorsport GmbH. W czerwcu 2007 roku awansował na stanowisko szefa zespołu Formuły 1 Toyota F1, zastępując tym samym Tsutomu Tomitę. W 2008 roku awansował na stanowisko starszego dyrektora zarządzającego Toyota Motor Corporation. Był odpowiedzialny także za pion i departament sportu motorowego. W 2009 roku zespół Toyoty wycofał się z Formuły 1, a Yamashina pozostał na stanowisku starszego dyrektora zarządzającego w Toyocie.